# Сивинь (село)
Сивинь (Сивинский Завод; мокш. Севоньзавод) — село, центр сельской администрации в Краснослободском районе. Население 652 чел. (2001), в основном русские.
Находится на р. Сивинь, в 45 км от районного центра, 3 км от автодороги Саранск — Краснослободск и 72 км от железнодорожной станции Саранск. Название-гидроним. В 1726 г. в селе основан железоделательный завод (Авгурский завод), который принадлежал дочерям А. Т. Милякова А. Чекашкиной, А. Самойловой, Ф. Цыбышевой и А. Васильевой. Под руководством С. Мартынова работные люди участвовали в Гражданской войне 1773—1775 гг. В 1824 г. зафиксированы их выступления под руководством Афанасьева, Тихонова и др. В «Списке населённых мест Пензенской губернии» (1869) Сивинь — село владельческое из 120 дворов (813 чел.) Краснослободского уезда; имелись церковь, госпиталь и железоделательный завод. В 1914 г. в Сивини было 302 двора. В начале 1930-х гг. был организован колхоз им. Чапаева, с 1990 г. — совхоз «Сивинский». В современном селе — средняя школа, Дом культуры, медпункт, отделение связи, санаторий «Лисма—Сивинь»; памятник-обелиск воинам, погибшим в годы Великой Отечественной войны. В окрестностях Сивини найдены сверлёные каменные топоры балановской культуры, зуб мамонта. Сивинь — родина учёного-лингвиста А. Н. Гвоздева, историка-краеведа Б. Н. Гвоздева, заслуженного тренера РФ по тяжёлой атлетике Н. С. Агапова, директора Дома культуры Ленинского района г. Саранска С. П. Гореловой, заслуженного ветврача МАССР И. Г. Смирновой, участника войны в Афганистане В. Н. Милёшина. В Сивиньскую сельскую администрацию входит д. Среднее Поле (28 чел.).

## Источник
- Энциклопедия Мордовия, И. М. Петербургский.